# Карпово (Башкортостан)
Карпово (баш. Карпов) — деревня в составе городского округа город Уфа, находящаяся в Фёдоровском сельсовете, подчинённом Калининскому району с 1992 года.

## Население
1. Н/Д[5]

125 постоянных жителей, 59 % из них, русские (по данным переписи 2002 года).

## Улицы
В деревне три улицы, названия которых официальны с 29 ноября 1995г.
Комаринская ул.
По ней проходила трасса чемпионата России по велоспорту.
Протяжённость улицы около 890 м.
Лучистая ул.
В своей середине улица огибает водоём и принимает форму овала.
Протяжённость улицы около 1 км.
Снежная ул.
Протяжённость улицы около 370 м.

## Транспорт
Автобус № 130;
Маршрутное такси № 131к, 300;